# Saint-Martin-la-Patrouille
Saint-Martin-la-Patrouille è un comune francese di 55 abitanti situato nel dipartimento della Saona e Loira nella regione della Borgogna-Franca Contea.

## Società

### Evoluzione demografica
Abitanti censiti